# Big City Blues (John P. Hammond)
Big City Blues è il secondo album di John P. Hammond, pubblicato dalla Vanguard Records nel 1964.

## Tracce
Lato A
1. I'm Ready – 2:47 (Willie Dixon)
2. My Starter Won't Start – 2:47
3. Barbecue Blues – 3:17
4. I'm a Man – 3:12 (Ellas McDaniel)
5. Barrelhouse Woman Blues – 2:22 (Clarence Williams, W.R. Calaway)
6. Midnight Hour Blues – 3:59 (Leroy Carr)

Durata totale: 18:24
Lato B
1. Backdoor Man – 4:13 (Chuck Berry)
2. I Live the Life I Love – 2:22 (Willie Dixon)
3. No Money Down – 3:48 (Chuck Berry)
4. My Babe – 2:04 (Willie Dixon)
5. When You Got a Good Friend – 4:15
6. Baby, Won't You Tell Me – 2:38 (John Hammond)

Durata totale: 19:20
- I brani: My Starter Won't Start, Barbecue Blues e When You Got a Good Friend, non hanno autori accreditati, in alcune versioni dell'album sono catalogati come brani tradizionali.

Edizione CD del 2002, pubblicato dalla Universe Records (VMD 79153)
1. I'm Ready – 2:48 (Willie Dixon)
2. My Starter Won't Start – 2:48
3. Barbecue Blues – 3:18
4. I'm a Man – 3:16 (Ellas McDaniel)
5. Barrelhouse Woman Blues – 2:23 (Clarence Williams, W.R. Calaway)
6. Midnight Hour Blues – 4:00 (Leroy Carr)
7. Backdoor Man – 4:17 (Chuck Berry)
8. I Live the Life I Love – 2:22 (Willie Dixon)
9. No Money Down – 3:50 (Chuck Berry)
10. My Babe – 2:05 (Willie Dixon)
11. When You Got a Good Friend – 4:40
12. Baby, Won't You Tell Me – 2:38 (John Hammond)
13. They Call It Stormy Monday – 4:07 (T-Bone Walker) – Bonus Track
14. Statesboro Blues – 3:20 (Blind Willie McTell) – Bonus Track
15. Keys to the Highway – 3:11 (Big Bill Broonzy) – Bonus Track
16. I Just Got Here – 4:33 (Robert Johnson) – Bonus Track
17. I'm a Man – 3:16 (Ellas McDaniel) – Bonus Track
18. Backdoor Man – 4:17 (Chuck Berry) – Bonus Track
19. Baby, Won't You Tell Me – 2:38 (John P. Hammond) – Bonus Track

Durata totale: 63:47

## Formazione
- John P. Hammond - chitarra elettrica, armonica, voce
- Billy Butler - chitarra elettrica
- James Spruill - chitarra elettrica
- Jimmy Lewis - basso elettrico fender
- Bobby Donaldson - batteria